# Niue települései
Niue szigetállam a Csendes-óceán déli részén. Nem rendelkezik teljes függetlenséggel, Új-Zéland társult állama. Területén 14 település található.

## Települések
| Település neve | Lakossága | Terület (km²) | Népsűrűsége (fő/km²) |
| -------------- | --------- | ------------- | -------------------- |
| Makefu         | 87 fő     | 17.13         | 5.1                  |
| Tuapa          | 129 fő    | 12.54         | 10.3                 |
| Namukulu       | 14 fő     | 1.48          | 9.5                  |
| Hikutavake     | 65 fő     | 10.17         | 6.4                  |
| Toi            | 31 fő     | 4.77          | 6.5                  |
| Mutalau        | 133 fő    | 26.31         | 5.1                  |
| Lakepa         | 88 fő     | 21.58         | 4.1                  |
| Liku           | 73 fő     | 41.64.        | 1.8                  |
| Hakupu         | 227 fő    | 48.04         | 4.7                  |
| Vaiea          | 62 fő     | 5.40          | 11.5                 |
| Avatele        | 150 fő    | 13.99         | 8.9                  |
| Tamakautoga    | 140 fő    | 11.93         | 11.7                 |
| Észak-Alofi    | 358 fő    | 46.48         | 13.2                 |
| Dél-Alofi      | 256 fő    | 46.48         | 13.7                 |
| Összesen       | 1788 fő   | 261.46        | 6.                   |

*Észak-és Dél-Alofi valójában egy település.